# Arena Football League 2014
Die Arena-Football-League-Saison 2014 war die 27. Saison der Arena Football League (AFL). Ligameister wurden die Arizona Rattlers, die die Cleveland Gladiators im ArenaBowl XXVII bezwangen.

## Teilnehmende Mannschaften
| Anzahl Mannschaften | 14                                 |
| ------------------- | ---------------------------------- |
| Neu in der Liga     | Portland Thunder, Los Angeles Kiss |
| Ausgeschieden       | Chicago Rush, Utah Blaze           |

## Regular Season
| American Conference    |    |    |      |          |
| East Division          |    |    |      |          |
| Team                   | S  | N  | Heim | Auswärts |
| y-Cleveland Gladiators | 17 | 1  | 9–0  | 8–1      |
| x-Pittsburgh Power     | 15 | 3  | 8–1  | 7–2      |
| x-Philadelphia Soul    | 9  | 9  | 7–2  | 2–7      |
| Iowa Barnstormers      | 6  | 12 | 3–6  | 3–6      |
| South Division         |    |    |      |          |
| Team                   | S  | N  | Heim | Auswärts |
| x-Orlando Predators    | 11 | 7  | 7–2  | 4–5      |
| Tampa Bay Storm        | 8  | 10 | 5–4  | 3–6      |
| Jacksonville Sharks    | 7  | 11 | 4–5  | 3–6      |
| New Orleans VooDoo     | 3  | 15 | 1–8  | 2-7      |

| National Conference |    |    |      |          |
| Pacific Division    |    |    |      |          |
| Team                | S  | N  | Heim | Auswärts |
| x-San Jose SaberCat | 13 | 5  | 7–2  | 6–3      |
| y-Spokane Shock     | 11 | 7  | 6–3  | 5–4      |
| y-Portland Thunder  | 5  | 13 | 3–6  | 2–7      |
| West Division       |    |    |      |          |
| Team                | S  | N  | Heim | Auswärts |
| x-Arizona Rattlers  | 15 | 3  | 9–0  | 6–3      |
| San Antonio Talons  | 3  | 15 | 0–9  | 3–6      |
| Los Angeles Kiss    | 3  | 15 | 2–7  | 1–8      |

Siege, Niederlage, x-Division Titel, y-Playoffs erreicht

## Playoffs
| Viertelfinale | Viertelfinale | Viertelfinale |    |           | Halbfinale | Halbfinale | Halbfinale |  |  | ArenaBowl XXVII | ArenaBowl XXVII | ArenaBowl XXVII |
|               |               |               |    |           |            |            |            |  |  |                 |                 |                 |
| 1             | Cleveland     | 39            |    |           |            |            |            |  |  |                 |                 |                 |
| 4             | Philadelphia  | 37            |    |           |            |            |            |  |  |                 |                 |                 |
| 4             | Philadelphia  | 37            | 1  | Cleveland | 56         |            |            |  |  |                 |                 |                 |
|               |               |               | 1  | Cleveland | 56         |            |            |  |  |                 |                 |                 |
|               | 2             | Orlando       | 46 |           |            |            |            |  |  |                 |                 |                 |
| 2             | 2             | Orlando       | 46 | Orlando   | 56         |            |            |  |  |                 |                 |                 |
| 2             |               |               |    | Orlando   | 56         |            |            |  |  |                 |                 |                 |
| 3             | Pittsburgh    | 48            |    |           |            |            |            |  |  |                 |                 |                 |
| 3             | Pittsburgh    | 48            | 32 | Cleveland | 32         |            |            |  |  |                 |                 |                 |
|               |               |               |    | Cleveland | 32         |            |            |  |  |                 |                 |                 |
|               | 57            | Arizona       | 72 |           |            |            |            |  |  |                 |                 |                 |
| 1             | 57            | Arizona       | 72 | Arizona   | 52         |            |            |  |  |                 |                 |                 |
| 1             |               |               |    | Arizona   | 52         |            |            |  |  |                 |                 |                 |
| 4             | Portland      | 48            |    |           |            |            |            |  |  |                 |                 |                 |
| 4             | Portland      | 48            | 1  | Arizona   | 72         |            |            |  |  |                 |                 |                 |
|               |               |               | 1  | Arizona   | 72         |            |            |  |  |                 |                 |                 |
|               | 2             | San Jose      | 56 |           |            |            |            |  |  |                 |                 |                 |
| 2             | 2             | San Jose      | 56 | San Jose  | 55         |            |            |  |  |                 |                 |                 |
| 2             |               |               |    | San Jose  | 55         |            |            |  |  |                 |                 |                 |
| 3             | Spokane       | 28            |    |           |            |            |            |  |  |                 |                 |                 |

### ArenaBowl XXVII
Der ArenaBowl XXVII wurde am 23. August 2014 im Quicken Loans Arena in Cleveland, Ohio ausgetragen. Das Spiel verfolgten 18.140 Zuschauer.

## Regular Season Awards
| Award                | Gewinner     | Position    | Team                 |
| -------------------- | ------------ | ----------- | -------------------- |
| Most Valuable Player | Nick Davila  | Quarterback | Arizona Rattlers     |
| Coach Of The Year    | Ron Seleskey | Head Coach  | Cleveland Gladiators |

## Zuschauertabelle
| Team                 | Zuschauerschnitt |
| -------------------- | ---------------- |
| Arizona Rattlers     | 9.706            |
| Cleveland Gladiators | 10.609           |
| Iowa Barnstormers    | 8.201            |
| Jacksonville Sharks  | 9.432            |
| Los Angeles Kiss     | 10.945           |
| New Orleans VooDoo   | 5.504            |
| Orlando Predators    | 5.421            |
| Philadelphia Soul    | 8.633            |
| Pittsburgh Power     | 6.370            |
| Portland Thunder     | 8.586            |
| San Antonio Talons   | 6.347            |
| San Jose SaberCats   | 8.483            |
| Spokane Shock        | 8.979            |
| Tampa Bay Storm      | 11.402           |
| Ligadurchschnitt     | 8.473            |